# Nathan Milstein
Nathan Mirónovich Milstein (ruso: Ната́н Mиро́нович Mильште́йн, Natán Mirónovich Milshtéin) (31 de diciembre de 1903 — 21 de diciembre de 1992) fue un violinista nacido en el Imperio ruso, nacionalizado estadounidense en 1942.
Es considerado uno de los mejores violinistas del siglo XX y fue especialmente conocido por sus interpretaciones de las Sonatas y partitas para violín solo de Bach y de obras musicales del periodo romántico. Tuvo una larga carrera; siguió actuando hasta mediados los 80 años, hasta que tuvo que retirarse tras sufrir un derrame cerebral que le dejó paralítico del lado izquierdo. Siguió trabajando en algunas transcripciones, pero ya no pudo volver a coger el violín.

## Biografía
Milstein nació en Odesa en el seno de una familia judía de clase media. Cuando era niño, su madre lo obligó a tomar clases de violín para que no hiciera travesuras. Ya a los cuatro años recibió clases de Piotr Stolyarsky, que fue profesor también de David Oistrakh. A los diez años dio su primer concierto con el Concierto para violín de Alexander Glazunov, bajo la dirección del mismo compositor. Un año después fue invitado por Leopold Auer a su clase en el Conservatorio de San Petersburgo.
Cuando Auer emigró a Noruega en 1917, Milstein volvió a Odesa. En 1921 fue a Kiev y conoció a Vladimir Horowitz. Tocaron juntos por toda la Unión Soviética y trabaron una amistad para toda la vida. En 1925 se fueron de gira conjunta por Europa Occidental. Su siguiente estación fue Bruselas, donde estudió con Eugène Ysaÿe.
Milstein debutó en EE. UU. en 1929 con Leopold Stokowski y la Orquesta de Filadelfia. Dio una gira por EE. UU con Horowitz y Piatigorsky, y finalmente se estableció en Nueva York, aunque siguió dando conciertos por toda Europa.
Falleció en Londres, diez días antes de cumplir 89 años.

## Obras
Milstein hizo también muchos arreglos, transcribiendo otras obras para violín y escribió sus propias cadencias para muchos conciertos, por ejemplo el de Beethoven. Una sus composiciones es Paganiniana, un conjunto de variaciones sobre varios temas de Niccolò Paganini.

## Premios y reconocimientos
- Grammy en 1975.
- Legión de Honor de Francia en 1968.

## Otros
Entre los violines que pertenecieron a Milstein se cuentan dos Stradivarius: uno de 1710, llamado el "María Teresa", que había pertenecido a Goldman y otro de 1703, el "Dancla", que había sido anteriormente de Charles Dancla.